# Enfermedad por almacenamiento de glucógeno tipo VII
La enfermedad de Tarui, o glucogenosis tipo VII, es una enfermedad metabólica debida a una deficiencia en la enzima fosfofructocinasa, la cual convierte la fructosa 6-fosfato a fructosa-1,6-bisfosfato en el paso 3 de la glucólisis. Puede afectar a humanos—la forma menos frecuente de trastornos del almacenamiento de glucógeno—y otros mamíferos, en especial los perros.

## Epidemiología
Este tipo de enfermedad es extremadamente rara, ya que la prevalencia de las glucogenosis es de 1 por cada 20-25 mil nacidos vivos, y las más frecuentes de estas enfermedades son los tipos I, II, III y IV.

## Causas
Es una enfermedad hereditaria, autosómica recesiva en la que ciertas células, como los eritrocitos y el músculo esquelético, pierden la habilidad de usar glucosa como fuente de energía.

## Fisiopatología
La enfermedad de Tarui está dentro de los errores innatos del metabolismo, que pertenece al grupo de las glucogenosis, enfermedades producidas por depósito o acúmulo de glucógeno. Las glucogenosis son trastornos hereditarios que afectan a la formación y utilización del glucógeno, dando lugar a concentraciones o estructuras anormales del mismo.

## Cuadro clínico
Los síntomas de esta enfermedad son: intolerancia al ejercicio, con dolor, calambres y ocasionalmente mioglobinuria. Los síntomas son muy semejantes a los de la deficiencia de fosforilasa, pero las personas con este desorden tienden a tener el fenómeno del "segundo aliento" menos frecuentemente.
En esta enfermedad, una comida con muchos carbohidratos empeora típicamente la capacidad para el ejercicio, bajando los niveles sanguíneos de las grasas, que son los principales combustibles que le proporcionan energía a los músculos en el caso de las personas con este desorden. Una deficiencia parcial de fosfofructoquinasa en los glóbulos rojos de la sangre resulta en la degradación de esas células, causando una leve hemólisis y en un aumento de los niveles de bilirrubina en la sangre, aunque la persona por lo general no presenta síntomas. El cuadro hemolítico se detecta con orinas oscuras a pequeños esfuerzos musculares.